# 9e étape du Tour de France 2001
Pour un article plus général, voir Tour de France 2001.
La 9e étape du Tour de France 2001 a eu lieu le 16 juillet 2001 entre Pontarlier et Aix-les-Bains sur une distance de 185 km. Elle a été remportée par le Russe Sergueï Ivanov (Fassa Bortolo) devant l'Espagnol David Etxebarria (Euskaltel-Euskadi) et l'Australien Bradley McGee (La Française des jeux). L'Australien Stuart O'Grady conserve le maillot jaune à l'issue de l'étape.

## Classement de l'étape
| \| Classement de l'étape \| Classement de l'étape \| Classement de l'étape \| Classement de l'étape \| Classement de l'étape \| \| Coureur \| Coureur \| Pays \| Équipe \| Temps \| \| --------------------- \| ---------------------- \| --------------------- \| --------------------- \| --------------------- \| \| 1er \| Sergueï Ivanov \| Russie \| Fassa Bortolo \| 3 h 57 min 48 s \| \| 2e \| David Etxebarria \| Espagne \| Euskaltel-Euskadi \| + 16 s \| \| 3e \| Bradley McGee \| Australie \| La Française des jeux \| + 17 s \| \| 4e \| Erik Zabel \| Allemagne \| Deutsche Telekom \| + 24 s \| \| 5e \| Damien Nazon \| France \| Bonjour \| + 24 s \| \| 6e \| Stuart O'Grady \| Australie \| Crédit Agricole \| + 24 s \| \| 7e \| Paolo Bettini \| Italie \| Mapei-Quick Step \| + 24 s \| \| 8e \| José Enrique Gutiérrez \| Espagne \| Kelme-Costa Blanca \| + 24 s \| \| 9e \| Alessandro Petacchi \| Italie \| Fassa Bortolo \| + 24 s \| \| 10e \| Sven Teutenberg \| Allemagne \| Festina \| + 24 s \| |                        |           |                       |                 |
| |                        |           |                       |                 |
| |                        |           |                       |                 |
| Classement de l'étape |                        |           |                       |                 |
| Coureur | Coureur                | Pays      | Équipe                | Temps           |
| 1er | Sergueï Ivanov         | Russie    | Fassa Bortolo         | 3 h 57 min 48 s |
| 2e | David Etxebarria       | Espagne   | Euskaltel-Euskadi     | + 16 s          |
| 3e | Bradley McGee          | Australie | La Française des jeux | + 17 s          |
| 4e | Erik Zabel             | Allemagne | Deutsche Telekom      | + 24 s          |
| 5e | Damien Nazon           | France    | Bonjour               | + 24 s          |
| 6e | Stuart O'Grady         | Australie | Crédit Agricole       | + 24 s          |
| 7e | Paolo Bettini          | Italie    | Mapei-Quick Step      | + 24 s          |
| 8e | José Enrique Gutiérrez | Espagne   | Kelme-Costa Blanca    | + 24 s          |
| 9e | Alessandro Petacchi    | Italie    | Fassa Bortolo         | + 24 s          |
| 10e | Sven Teutenberg        | Allemagne | Festina               | + 24 s          |

## Classement général
Les membres de l'échappée n'étant pas dans les premiers au classement, le classement général ne subit pas de changement. L'Australien Stuart O'Grady (Crédit agricole) conserve le maillot jaune de leader. Il devance toujours le Français François Simon (Bonjour) de quatre minutes et 32 secondes et le Néerlandais Bram de Groot (Rabobank) de plus de 21 minutes.
| \| Classement général \| Classement général \| Classement général \| Classement général \| Classement général \| \| Coureur \| Coureur \| Pays \| Équipe \| Temps \| \| ------------------ \| ------------------ \| ------------------ \| ------------------------------- \| ------------------ \| \| 1er \| Stuart O'Grady \| Australie \| Crédit Agricole \| 38 h 55 min 30 s \| \| 2e \| François Simon \| France \| Bonjour \| + 4 min 32 s \| \| 3e \| Bram de Groot \| Pays-Bas \| Rabobank \| + 21 min 16 s \| \| 4e \| Andrei Kivilev \| Kazakhstan \| Cofidis-Le Crédit par Téléphone \| + 22 min 07 s \| \| 5e \| Sven Teutenberg \| Allemagne \| Festina \| + 27 min 15 s \| \| 6e \| Jens Voigt \| Allemagne \| Crédit Agricole \| + 29 min 23 s \| \| 7e \| Ludo Dierckxsens \| Belgique \| Lampre-Daikin \| + 29 min 49 s \| \| 8e \| Marc Wauters \| Belgique \| Rabobank \| + 30 min 12 s \| \| 9e \| Ludovic Turpin \| France \| AG2R Prévoyance \| + 30 min 35 s \| \| 10e \| Aitor González \| Espagne \| Kelme-Costa Blanca \| + 31 min 56 s \| |                  |            |                                 |                  |
| |                  |            |                                 |                  |
| |                  |            |                                 |                  |
| Classement général |                  |            |                                 |                  |
| Coureur | Coureur          | Pays       | Équipe                          | Temps            |
| 1er | Stuart O'Grady   | Australie  | Crédit Agricole                 | 38 h 55 min 30 s |
| 2e | François Simon   | France     | Bonjour                         | + 4 min 32 s     |
| 3e | Bram de Groot    | Pays-Bas   | Rabobank                        | + 21 min 16 s    |
| 4e | Andrei Kivilev   | Kazakhstan | Cofidis-Le Crédit par Téléphone | + 22 min 07 s    |
| 5e | Sven Teutenberg  | Allemagne  | Festina                         | + 27 min 15 s    |
| 6e | Jens Voigt       | Allemagne  | Crédit Agricole                 | + 29 min 23 s    |
| 7e | Ludo Dierckxsens | Belgique   | Lampre-Daikin                   | + 29 min 49 s    |
| 8e | Marc Wauters     | Belgique   | Rabobank                        | + 30 min 12 s    |
| 9e | Ludovic Turpin   | France     | AG2R Prévoyance                 | + 30 min 35 s    |
| 10e | Aitor González   | Espagne    | Kelme-Costa Blanca              | + 31 min 56 s    |

## Classements annexes
| Classement par points | Classement par points | Classement par points | Classement par points | Classement par points |
| Coureur               | Coureur               | Pays                  | Équipe                | Points                |
| --------------------- | --------------------- | --------------------- | --------------------- | --------------------- |
| 1er                   | Stuart O'Grady        | Australie             | Crédit Agricole       | 136 pts               |
| 2e                    | Erik Zabel            | Allemagne             | Deutsche Telekom      | 127 pts               |
| 3e                    | Damien Nazon          | France                | Bonjour               | 90 pts                |
| 4e                    | Sven Teutenberg       | Allemagne             | Festina               | 82 pts                |
| 5e                    | François Simon        | France                | Bonjour               | 76 pts                |

| Classement par points | Classement par points | Classement par points | Classement par points | Classement par points |
| Coureur               | Coureur               | Pays                  | Équipe                | Points                |
| --------------------- | --------------------- | --------------------- | --------------------- | --------------------- |
| 1er                   | Stuart O'Grady        | Australie             | Crédit Agricole       | 136 pts               |
| 2e                    | Erik Zabel            | Allemagne             | Deutsche Telekom      | 127 pts               |
| 3e                    | Damien Nazon          | France                | Bonjour               | 90 pts                |
| 4e                    | Sven Teutenberg       | Allemagne             | Festina               | 82 pts                |
| 5e                    | François Simon        | France                | Bonjour               | 76 pts                |

| Classement de la montagne | Classement de la montagne | Classement de la montagne | Classement de la montagne       | Classement de la montagne |
| Coureur                   | Coureur                   | Pays                      | Équipe                          | Points                    |
| ------------------------- | ------------------------- | ------------------------- | ------------------------------- | ------------------------- |
| 1er                       | Patrice Halgand           | France                    | Jean Delatour                   | 66 pts                    |
| 2e                        | Laurent Jalabert          | France                    | CSC-Tiscali                     | 50 pts                    |
| 3e                        | Laurent Brochard          | France                    | Jean Delatour                   | 33 pts                    |
| 4e                        | Íñigo Cuesta              | Espagne                   | Cofidis-Le Crédit par Téléphone | 31 pts                    |
| 5e                        | Benoît Salmon             | France                    | AG2R Prévoyance                 | 29 pts                    |

| Classement de la montagne | Classement de la montagne | Classement de la montagne | Classement de la montagne       | Classement de la montagne |
| Coureur                   | Coureur                   | Pays                      | Équipe                          | Points                    |
| ------------------------- | ------------------------- | ------------------------- | ------------------------------- | ------------------------- |
| 1er                       | Patrice Halgand           | France                    | Jean Delatour                   | 66 pts                    |
| 2e                        | Laurent Jalabert          | France                    | CSC-Tiscali                     | 50 pts                    |
| 3e                        | Laurent Brochard          | France                    | Jean Delatour                   | 33 pts                    |
| 4e                        | Íñigo Cuesta              | Espagne                   | Cofidis-Le Crédit par Téléphone | 31 pts                    |
| 5e                        | Benoît Salmon             | France                    | AG2R Prévoyance                 | 29 pts                    |

| Classement du meilleur jeune | Classement du meilleur jeune | Classement du meilleur jeune | Classement du meilleur jeune | Classement du meilleur jeune |
| Coureur                      | Coureur                      | Pays                         | Équipe                       | Temps                        |
| ---------------------------- | ---------------------------- | ---------------------------- | ---------------------------- | ---------------------------- |
| 1er                          | Jörg Jaksche                 | Allemagne                    | ONCE-Eroski                  | 39 h 30 min 08 s             |
| 2e                           | José Iván Gutiérrez          | Espagne                      | ONCE-Eroski                  | + 8 s                        |
| 3e                           | Óscar Sevilla                | Espagne                      | Kelme-Costa Blanca           | + 1 min 27 s                 |
| 4e                           | Francisco Mancebo            | Espagne                      | iBanesto.com                 | + 3 min 28 s                 |
| 5e                           | Sven Montgomery              | Suisse                       | La Française des jeux        | + 5 min 02 s                 |

| Classement du meilleur jeune | Classement du meilleur jeune | Classement du meilleur jeune | Classement du meilleur jeune | Classement du meilleur jeune |
| Coureur                      | Coureur                      | Pays                         | Équipe                       | Temps                        |
| ---------------------------- | ---------------------------- | ---------------------------- | ---------------------------- | ---------------------------- |
| 1er                          | Jörg Jaksche                 | Allemagne                    | ONCE-Eroski                  | 39 h 30 min 08 s             |
| 2e                           | José Iván Gutiérrez          | Espagne                      | ONCE-Eroski                  | + 8 s                        |
| 3e                           | Óscar Sevilla                | Espagne                      | Kelme-Costa Blanca           | + 1 min 27 s                 |
| 4e                           | Francisco Mancebo            | Espagne                      | iBanesto.com                 | + 3 min 28 s                 |
| 5e                           | Sven Montgomery              | Suisse                       | La Française des jeux        | + 5 min 02 s                 |

| Classement par équipes | Classement par équipes | Classement par équipes | Classement par équipes |
| Équipe                 | Équipe                 | Pays                   | Temps                  |
| ---------------------- | ---------------------- | ---------------------- | ---------------------- |
| 1re                    | Rabobank               | Pays-Bas               | 117 h 06 min 52 s      |
| 2e                     | Festina                | France                 | + 23 min 55 s          |
| 3e                     | Crédit Agricole        | France                 | + 43 min 17 s          |
| 4e                     | Kelme-Costa Blanca     | Espagne                | + 50 min 45 s          |
| 5e                     | Fassa Bortolo          | Italie                 | + 57 min 44 s          |

| Classement par équipes | Classement par équipes | Classement par équipes | Classement par équipes |
| Équipe                 | Équipe                 | Pays                   | Temps                  |
| ---------------------- | ---------------------- | ---------------------- | ---------------------- |
| 1re                    | Rabobank               | Pays-Bas               | 117 h 06 min 52 s      |
| 2e                     | Festina                | France                 | + 23 min 55 s          |
| 3e                     | Crédit Agricole        | France                 | + 43 min 17 s          |
| 4e                     | Kelme-Costa Blanca     | Espagne                | + 50 min 45 s          |
| 5e                     | Fassa Bortolo          | Italie                 | + 57 min 44 s          |